# Singapur Open 1969
Die Singapur Open 1969 im Badminton fanden vom 30. Oktober bis zum 2. November 1969 in der Singapore Badminton Hall in Singapur statt.

## Titelträger
| Disziplin    | Sieger                    |
| ------------ | ------------------------- |
| Herreneinzel | Rudy Hartono              |
| Dameneinzel  | Lim Choo Eng              |
| Herrendoppel | Rudy Hartono Indratno     |
| Damendoppel  | Lim Choo Eng Aishah Attan |
| Mixed        | nicht ausgetragen         |

## Finalresultate
| Disziplin    | Sieger                    | Finalist                          | Ergebnis   |
| ------------ | ------------------------- | --------------------------------- | ---------- |
| Herreneinzel | Rudy Hartono              | Muljadi                           | 15–7, 15–4 |
| Dameneinzel  | Lim Choo Eng              | Aishah Attan                      | 11–6, 11–3 |
| Herrendoppel | Rudy Hartono Indratno     | Lee Wah Chin Yeo Ah Seng          | 15–4, 15–6 |
| Damendoppel  | Aishah Attan Lim Choo Eng | Margaret Ashworth Rosemary Foster | 15–4, 15–3 |

## Referenzen
- Annual Handbook of the International Badminton Federation, London, 27. Auflage 1969, S. 96.
- https://eresources.nlb.gov.sg/newspapers/Digitised/Page/beritaharian19691104-1.1.9
- https://eresources.nlb.gov.sg/newspapers/Digitised/Article/straitstimes19691103-1.2.101.1